# Olešná (Havlíčkův Brod-i járás)
Olešná település Csehországban, a Havlíčkův Brod-i járásban. Olešná Radostín, Skuhrov, Sedletín, Lučice, Havlíčkův Brod és Horní Krupá településekkel határos. Lakosainak száma 368 fő (2024. január 1.).

## Népesség
A település lakosságának változását az alábbi diagram mutatja:
| Lakosok száma | 464  | 442  | 433  | 343  | 303  | 302  | 349  | 360  | 376  | 368  |
|               | 1869 | 1890 | 1921 | 1950 | 1980 | 2001 | 2017 | 2019 | 2022 | 2024 |